# ルーク・ムーア
ルーク・アイザック・ハント・ムーア（Luke Issac Hunt Moore, 1986年2月13日 - ）は、イングランド・バーミンガム出身の元サッカー選手。現役時代のポジションはFW (CF)。

## 経歴
2003年にアストン・ヴィラFCへ加入。当初は出場機会を得られずに下部リーグにレンタル放出されるも翌年には復帰、ここで決定力の高さを認められて起用されるようになる。その実力はエースストライカーであったダリウス・ヴァッセルを放出させるほどであった。
2008年2月からウェスト・ブロムウィッチ・アルビオンFCへとレンタル移籍され、シーズン終了後に完全移籍となった。
2011年1月7日にスウォンジー・シティAFCに2年半の契約で加入し、ウェールズのクラブとして史上初となるプレミアリーグ昇格メンバーの一員となった。
2013年8月23日、10か月残っていた契約を打ち切ってリバティ・スタジアムを去りスュペル・リグのエラズースポルに移籍した。
2014年シーズンよりチーヴァスUSAに移籍しプレーの場をMLSに移すと、同年5月8日にゲイル・アグボスモンデとのトレードでトロントFCに加入した。2016年2月26日に同クラブを退団し、30歳で現役を引退した.

## 所属クラブ
- アストン・ヴィラFC 2003-2008

→  ウィコム・ワンダラーズ 2003-2004 (loan)
→  ウェスト・ブロムウィッチ・アルビオンFC 2008.2-2008 (loan)
- ウェスト・ブロムウィッチ・アルビオンFC 2008-2011

→  ダービー・カウンティFC 2010 (loan)
- スウォンジー・シティAFC 2011-2013
- エラズースポル 2013-2014
- チーヴァスUSA 2014
- トロントFC2014-2016

## タイトル
アストン・ヴィラ
- FAユースカップ : 2001-02

スウォンジー
- フットボールリーグカップ : 2012-13